# Théodore Duret
Théodore Duret, född 20 januari 1838, död 16 januari 1927, var en fransk författare och journalist.
Duret framträdde med politiska skrifter, senare med en resebeskrivning och historiska verk. Särskild betydelse fick han som konstkritiker. Han trädde i bräschen för den unga impressionismen, bland annat med Histoire des peintres impressionistes (1878, nu upplaga 1906), och utgav under titeln Critique d'avantgarde (1885) en serie studier över samtida konstnärer.